# Киселица (Делчево)
Киселица (мкд. Киселица) је насеље у Северној Македонији, у источном делу државе. Киселица је у саставу општине Делчево.

## Географија
Киселица је смештена у источном делу Северне Македоније, близу државне границе са Бугарском - 5 km северно од насеља. Од најближег града, Делчева, насеље је удаљено 7 km северозападно.
Насеље Киселица се налази у историјској области Пијанец. Насеље се развило на северном ободу Делчевске котлине. Североисточно од насеља издиже се планина Влајна, а северозападно Осоговске планине. Надморска висина насеља је приближно 720 метара. 
Месна клима је планинска због знатне надморске висине.

## Становништво
Киселица је према последњем попису из 2002. године имала 35 становника.
Претежно становништво у насељу су етнички Македонци (97%), а остало су Срби. 
Већинска вероисповест месног становништва је православље.